# Samsung Euro Championship 2006
World Cyber Games Samsung Euro Championship 2006 odbyły się w niemieckim Hanowerze w dniach 9–12 marca 2006 podczas targów CeBIT. W turnieju wzięło udział ponad 250 zawodników z 25 krajów. Pula nagród wynosiła 71 500 €.
Polacy zdobyli jeden srebrny medal w konkurencji Counter-Strike. W klasyfikacji medalowej zajęli 5 miejsce.

## Rozgrywane konkurencje
Uczestnicy Samsung Euro Championship w 2006 roku rywalizowali w 7 konkurencjach.

- Strzelanka pierwszoosobowa
  -  Counter-Strike

- Real-Time Strategy
  -  Warcraft III: The Frozen Throne
  -  Warhammer 40000: Dawn of War – Winter Assault

- Sport
  -  FIFA 06

- Sztuki walki
  -  Dead or Alive 4

- Wyścigi
  -  Need for Speed: Most Wanted
  -  Project Gotham Racing 3

## Państwa biorące udział w Samsung Euro Championship 2006
W turnieju Samsung Euro Championship 2006 wystartowało ponad 250 reprezentantów 25 krajów.
- Austria
- Bułgaria
- Francja
- Hiszpania
- Holandia
- Niemcy
- Polska
- Portugalia
- Rosja
- Rumunia
- Szwajcaria

## Polscy reprezentanci
Polska po raz 2. uczestniczyła w Samsung Euro Championship. Reprezentacja Polski liczyła 6 e-sportowców.

### Zdobyte medale

#### Srebrne
- Mariusz Cybulski, Jakub Gurczyński, Filip Kubski, ŁukaszWnęk, Wiktor Wojtas – Counter-Strike

### Reprezentanci
Counter-Strike
- Mariusz Cybulski (Team Pentagram)
- Jakub Gurczyński (Team Pentagram)
- Filip Kubski (Team Pentagram)
- Łukasz Wnęk (Team Pentagram)
- Wiktor Wojtas (Team Pentagram)

Warcraft III: The Frozen Throne
- Przemysław Wadoń

## Medaliści
| Konkurencja           |                                          |                                                                                                |                           |
| Counter-Strike        | Zespół: x6tence                          | Zespół: Team Pentagram Mariusz Cybulski Jakub Gurczyński Filip Kubski ŁukaszWnęk Wiktor Wojtas | Zespół: The Elder Gods    |
| Dawn of War           | Pseudonim: Left                          | Pseudonim: R0rUm                                                                               | Pseudonim: Kubic          |
| Dead of Alive         | Marco Radeck Pseudonim: EmssiOne         | Pseudonim: Bogart                                                                              | Pseudonim: Man_s          |
| FIFA                  | Pseudonim: sty!a                         | Pseudonim: masi                                                                                | Pseudonim: x4-Alexx       |
| Need for Speed        | Pseudonim: sliver                        | Pseudonim: K3id                                                                                | Pseudonim: ROEDxMadHatter |
| Project Gotham Racing | Pseudonim: King Tuur                     | Pseudonim: dzs.brooklyn.HaloFighter                                                            | Pseudonim: SackL          |
| Warcraft III          | Manuel Schenkhuizen Pseudonim: 4K.Grubby | Pseudonim: 4K.ToD                                                                              | Pseudonim: fnatic.DIDI8   |

## Klasyfikacja medalowa
| Lp. | Państwo    | złoto | srebro | brąz | razem | +/− SEC 2005 |
| --- | ---------- | ----- | ------ | ---- | ----- | ------------ |
| 1.  | Niemcy     | 4     | 1      | 0    | 5     | 0            |
| 2.  | Holandia   | 2     | 0      | 2    | 4     | 0            |
| 3.  | Hiszpania  | 1     | 2      | 0    | 3     | +6           |
| 4.  | Francja    | 0     | 2      | 1    | 3     | +2           |
| 5.  | Polska     | 0     | 1      | 0    | 1     | -2           |
| 5.  | Szwajcaria | 0     | 1      | 0    | 1     | n.d.         |
| 7.  | Rumunia    | 0     | 0      | 2    | 2     | +3           |
| 8.  | Austria    | 0     | 0      | 1    | 1     | -3           |
| 8.  | Bułgaria   | 0     | 0      | 1    | 1     | n.d.         |
| 8.  | Portugalia | 0     | 0      | 1    | 1     | n.d.         |
| 8.  | Rosja      | 0     | 0      | 1    | 1     | -2           |